# 长舌垂头菊
长舌垂头菊（学名：Cremanthodium prattii）是菊科垂头菊属的植物，为中国的特有植物。分布于中国大陆的四川等地，生长于海拔3,150米至4,400米的地区，见于高山草地及潮湿山坡，目前尚未由人工引种栽培。